# Gangotri

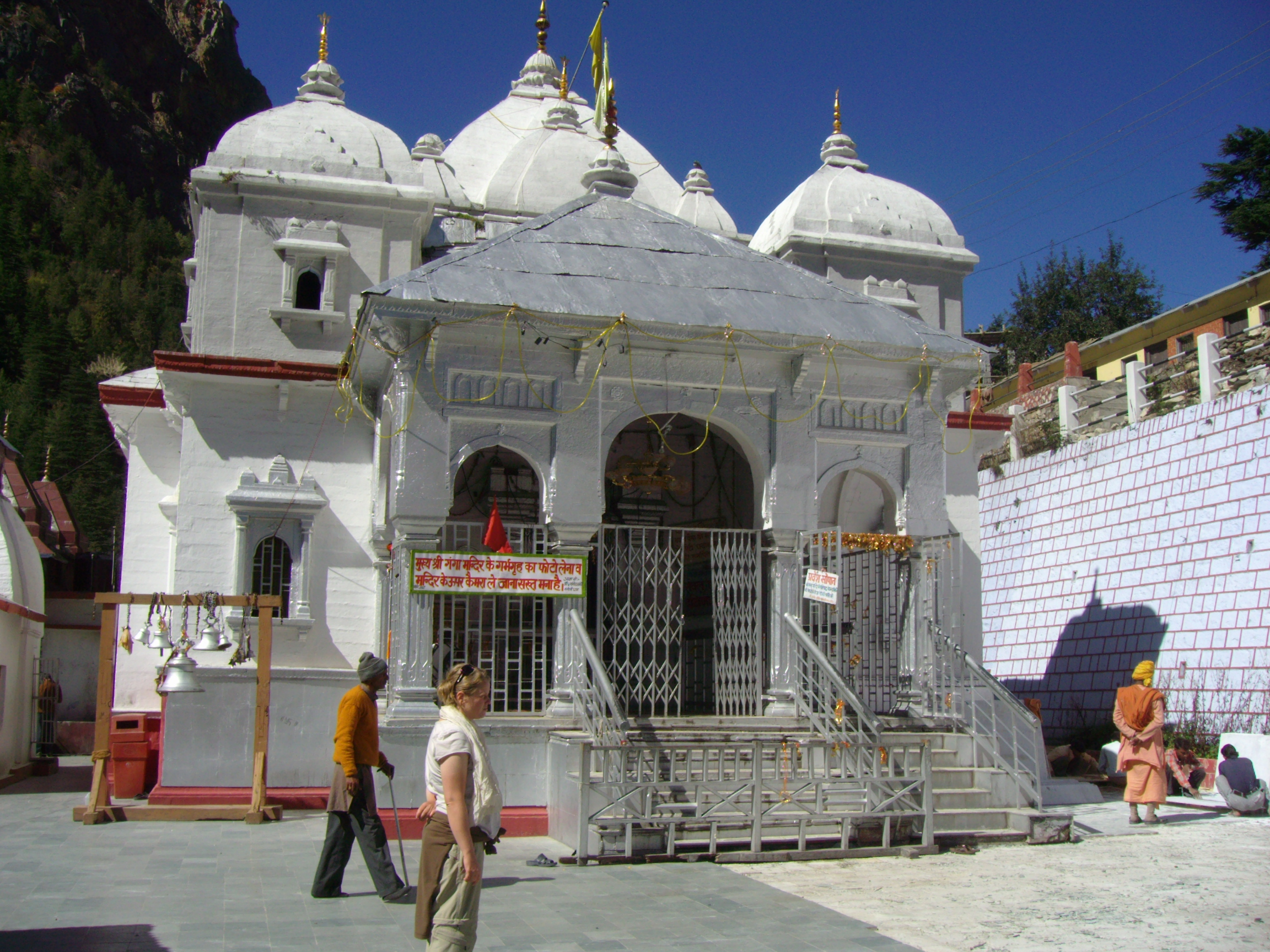
Templet i Gangotri.

Gangotri är en ort i den indiska delstaten Uttarakhand, och tillhör distriktet Uttarkashi. Folkmängden uppgick till 110 invånare vid folkräkningen 2011.
Det hinduiska templet på orten är, tillsammans med Kedarnath, Badrinath och Yamunotri, delar av Char Dham som årligen besöks av tusentals pilgrimer. Gangotri betraktas enligt traditionen som floden Ganges källa.
Sydöst om samhället ligger Gangotriglaciären.